# Game of Talents
Game of Talents is een Vlaams-Nederlands televisieprogramma dat in 2021 werd uitgezonden door VTM en RTL 4. Het is een coproductie tussen de twee omroepen. De presentatie van het programma is in handen van Julie Van den Steen en Tijl Beckand. Er is één seizoen met zes afleveringen. 

## Format
In het programma Game of Talents neemt een duo bestaande uit een bekende Vlaming en een onbekende Vlaming het op tegen een duo bestaande uit een bekende Nederlander en een onbekende Nederlander. Beide duo's krijgen meerdere personen op het podium te zien die een verborgen en verrassend talent bezitten. Welk team de meeste verborgen talenten kan raden, gaat met een geldprijs naar huis.

## Seizoenen

### Seizoen 1
| Aflevering | Uitzenddatum BE / NL        | Belgisch duo           | Nederlands duo              |
| ---------- | --------------------------- | ---------------------- | --------------------------- |
| 1          | 18 februari / 23 juli 2021  | Nora Gharib en Sarah   | Jandino Asporaat en Jelleke |
| 2          | 25 februari / 30 juli 2021  | Koen Wauters en Jente  | Katja Schuurman en Roos     |
| 3          | 3 maart / 6 augustus 2021   | Lukas Lelie en Tom     | Bilal Wahib en Astrid       |
| 4          | 10 maart / 13 augustus 2021 | An Lemmens en Joselina | Dennis Weening en Dennis    |
| 5          | 17 maart / 20 augustus 2021 | Laura Tesoro en Aäron  | Gers Pardoel en Joram       |
| 6          | 25 maart / 27 augustus 2021 | Andy Peelman en Stijn  | Nienke Plas en Talissa      |